# Ich war noch niemals in New York (Musical)
Ich war noch niemals in New York ist ein Jukebox-Musical, das auf Liedern des Komponisten und Sängers Udo Jürgens basiert und im Jahr 2007 in Hamburg seine Weltpremiere hatte. Titelgebend ist das gleichnamige, 1982 veröffentlichtes Lied von Jürgens, das in das Musical aufgenommen wurde. Die Handlung des Musicals stammt von Hera Lind.
Es handelt von drei Paaren, die mit unterschiedlichen Schwierigkeiten konfrontiert sind: einem Paar, das die Entscheidung zwischen Liebe und Karriere treffen muss, einem Paar, das beweisen muss, dass man sich auch im Alter noch Träume erfüllen kann und einem schwulen Paar, das sich den Widrigkeiten mangelnder Akzeptanz ausgesetzt sieht. Sie alle erkennen auf einer gemeinsamen Kreuzfahrt nach New York den wahren Sinn des Lebens.

## Inhalt
1. Akt
Die ehrgeizige Fernsehmoderatorin Lisa Wartberg hofft auf den Gewinn eines bedeutenden Fernsehpreises. Für ihre Karriere vernachlässigt sie auch ihre Mutter Maria, die sich im Altersheim nicht wohlfühlt und einzig Unterstützung in Otto Staudach, einem anderen Bewohner des Seniorenwohnheims, findet. Als die beiden, die romantische Gefühle füreinander hegen, wieder mal von der Heimleiterin Frau Dünnbügel ihres letzten bisschens Freiheit beraubt werden, beschließen sie auszureißen und sich einen alten Traum zu erfüllen: eine Reise nach New York mit Hochzeit unter der Freiheitsstatue.
Nachdem die beiden rüstigen Rentner das Seniorenheim verlassen haben, informiert die Leiterin sowohl Marias Tochter, Lisa Wartberg, als auch Ottos Sohn, Axel Staudach, darüber, dass ihre Heimplätze anderweitig vergeben werden, falls die beiden nicht binnen einer Woche zurückkehren. Dies wollen sowohl Lisa Wartberg, die ihre Karriere in Gefahr sieht, als auch Axel Staudach, der als Wildtierfotograf genug Arbeit hat und auch noch jedes zweite Wochenende seinen Sohn Florian bei sich hat, auf jeden Fall verhindern. Obwohl Lisa und Axel sich unsympathisch finden, tun sie sich zusammen, um ihre Eltern zurückzuholen.
In der Zwischenzeit haben Otto und Maria auf Lisas Kosten eine Kabine auf einem Kreuzfahrtschiff nach New York gebucht und sind durch eine Verwechslung in der Hochzeitssuite gelandet. Als Lisa, Axel und sein Sohn Florian das Schiff verpassen, eilen sie zum nächsten Haltepunkt, wohin Lisa auch ihren schwulen Maskenbildner und Vertrauten Fred Hoffmann und dessen Freund und Lebensgefährten Costa Antonidis bestellt, um die nächste Sendung vorzubereiten. Schließlich landen auch Lisa, Axel, Florian, Fred und Costa auf dem Schiff und versuchen, Maria und Otto auf dem Schiff zu finden. Doch die beiden Senioren schaffen es immer wieder, sich vor ihren Kindern zu verstecken. Abends landen schließlich alle auf einem Maskenball, der auf dem Schiff stattfindet.
2. Akt
Mittlerweile haben Lisa und Axel zwar ihre Eltern auf dem Schiff gefunden, aber da die beiden sich weigern, in das Seniorenheim zurückzukehren und das Schiff längst abgelegt hat, bleiben auch sie auf dem Schiff. Während der Fahrt beginnen Lisa und Axel langsam Freundschaft zu schließen, jedoch will vor allem Lisa ihrer Karriere zuliebe keine zu enge Bindung eingehen.
Fred gesteht seinem Freund Costa, dass die beiden aus ihrer Wohnung geworfen werden sollen, da ihre bornierten Nachbarn kein schwules Paar in ihrem Haus haben wollen. Fred fehlte der Mut, dies eher zu sagen, weil Costa so glücklich in der Wohnung war. Aber Costa versichert Fred, dass er seine große Liebe ist und keine Wohnung daran etwas ändern wird. Also beschließen die beiden, eine Wohnung in einem weniger homophoben und scheinheiligen Umfeld zu suchen, worin sie von den anderen unterstützt werden.
Lisa und Axel haben sich nun ihre Liebe gestanden und genießen die gemeinsame Zeit auf dem Schiff. Doch ihre frische Beziehung wird auf eine harte Probe gestellt, als Lisa an Bord des Schiffes erfährt, dass sie den lang ersehnten Fernsehpreis gewonnen hat und mit dem Helikopter zur Preisverleihung fliegen will. Axel bittet sie, bei ihm zu bleiben, doch Lisa besteht darauf, dass ihre Karriere wichtiger als die gemeinsame Reise ist. Sie will auch ihre Mutter Maria zwingen mitzukommen, doch diese weigert sich und erklärt Lisa, dass sie genauso ihre Träume wahr machen will wie Lisa. Schließlich beschließt Lisa, das Schiff ohne Axel und ohne ihre Mutter zu verlassen, um den Fernsehpreis entgegennehmen zu können. Axel bleibt enttäuscht zurück.
Als die Übertragung der Preisverleihung auf dem Schiff gezeigt wird, erfahren die Passagiere, dass Lisa nicht anwesend ist. Zunächst glaubt Axel, Lisa habe es nicht rechtzeitig geschafft, doch dann erscheint Lisa an Deck und erklärt, dass sie das Schiff gar nicht verlassen hat, da ihre Liebe zu Axel größer ist als ihr Streben nach Karriere. Sie zeigt nun auch Verständnis für ihre Mutter Maria und ihren Freund Otto und rät Fred und Costa, nicht darauf zu hören, ob ihr Leben anderen Menschen passt oder nicht. Gemeinsam mit den anderen Passagieren reisen die Paare Lisa und Axel, Maria und Otto sowie Fred und Costa glücklich nach New York.

## Lieder
1. Akt
- Ouvertüre
- Vielen Dank für die Blumen
- Alles, was gut tut

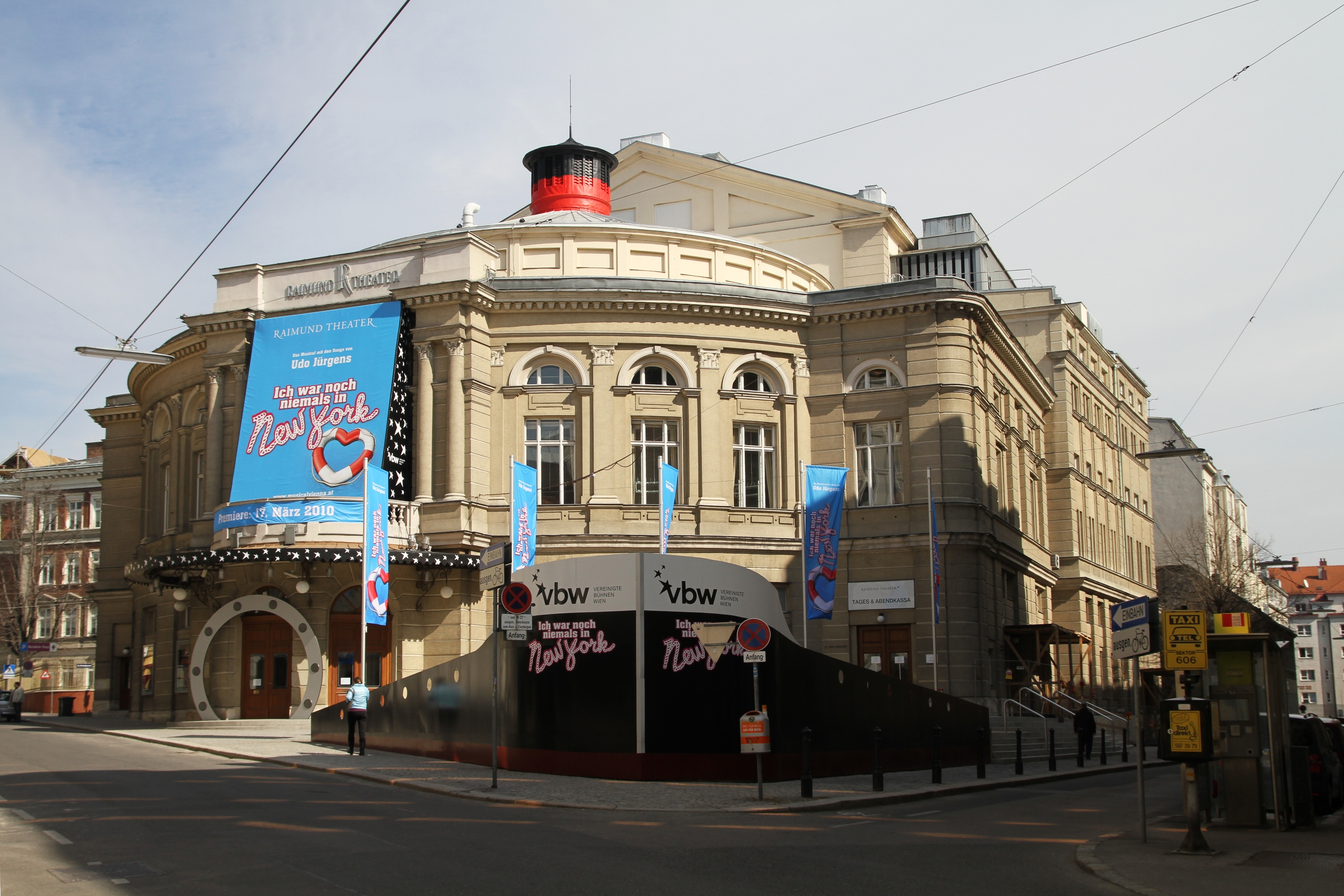
Das dekorierte Wiener Raimundtheater (2010)

- In meinem Herzen (Zeig mir den Platz an der Sonne)
- Ich war noch niemals in New York
- Zeig mir den Platz an der Sonne (in Wien nach „66 Jahren“)
- Buenos Dias, Argentina (nur von den Matrosen des Schiffs gesummt)
- Alles im Griff auf dem sinkenden Schiff
- Was wichtig ist (Teil 1)
- Wie könnt’ ich von dir gehen
- Siebzehn Jahr, blondes Haar
- Schöne Grüße aus der Hölle

2. Akt
- Mit 66 Jahren
- Was wichtig ist (Teil 2)
- Immer wieder geht die Sonne auf
- Vater und Sohn
- Ein ehrenwertes Haus
- Merci, Chérie
- Ich weiß, was ich will
- Griechischer Wein
- Bleib doch bis zum Frühstück
- Wie könnt' ich von dir gehen (Reprise)
- Aber bitte mit Sahne
- Ich war noch niemals in New York
- Gib mir deine Angst
- Was wichtig ist
- Heute beginnt der Rest deines Lebens
- Finale

## Hintergrund
Das Dialogbuch schrieben Gabriel Barylli und Christian Struppeck; Struppeck führte zusammen mit Glenn Casale die Regie; das Musical wurde von Kim Duddy choreografiert. Die Uraufführung fand am 2. Dezember 2007 im TUI-Operettenhaus in Hamburg statt, wo es bis zum 26. September 2010 zu sehen war.

### Technik
Die Drehbühne mit der Hochzeitssuite, dem Treppenhaus und dem Schiffsdeck kann motorbetrieben und computergesteuert zwölf Meter vor- und zurückfahren und 200 Grad um die eigene Achse gedreht werden. Das Sonnendeck des Schiffs, das sich zu Beginn des zweiten Akts über die Bühne bewegt, besteht aus neun Bühnenwagen, die jeweils ein bis zwei Tonnen wiegen. Zusätzlich werden weitere Deko-Elemente von den Seiten oder von oben auf die Bühne gefahren. In den Bühnenbildern sind tausende LEDs verbaut.
In Tournee-Produktionen wurde das Bühnenbild technisch stark vereinfacht. So wurde sowohl auf die Drehbühne wie auch auf die neun Bühnenwagen verzichtet. Auch der Sternenhimmel aus tausenden LEDs fehlt in der Tournee-Produktion.

### Kreativteam
- Musik: Udo Jürgens
- Autor: Gabriel Barylli
- Co-Autor/Regie der Hamburger Originalproduktion: Christian Struppeck
- Regie der Hamburger Originalproduktion: Glenn Casale
- Regie: Carline Brouwer
- Regie: Jon van Eerd
- Choreographie: Kim Duddy
- Arrangements/Orchestrierung/Musical Supervisor: Michael Reed
- Bühnenbild: David Gallo
- Kostüm-Design: Yan Tax
- Perücken und Maske: Sjoerd Didden
- Licht-Design: Andrew Voller
- Ton-Design: Mick Potter
- Orchestrierung: Roy Moore
- Skriptbearbeitung: Pieter van de Waterbeemd
- Associate Choreographer: Simon Eichenberger

## Stationen des Musicals
- Hamburg: Operettenhaus: Uraufführung: 2. Dezember 2007, Derniere: 26. September 2010
- Wien: Premiere: 17. März 2010, Derniere: 15. Juni 2012 (592 Aufführungen)
- Stuttgart: SI-Centrum Premiere: 18. November 2010, Derniere: 14. Oktober 2012
- Tokio: Premiere: 29. Oktober 2011, Derniere: 20. November 2011
- Zürich: Theater 11: Premiere: 1. November 2012, Derniere: 2. Juni 2013
- Oberhausen: Metronom Theater: Premiere: 5. Dezember 2012, Derniere: 24. Oktober 2013
- Berlin: Theater des Westens: Premiere: 25. März 2015, Derniere: 27. September 2015
- Tournee (München, Berlin, Wien, Linz, Graz, Salzburg, Bremen, Bregenz, Essen, Frankfurt am Main): Premiere: 7. Oktober 2015, Derniere: 7. Januar 2017
- Hamburg: Theater an der Elbe Premiere: 19. Januar 2017, Derniere: 3. September 2017
- Thun: Thunerseespiele: Premiere 10. Juli 2019, Derniere: 24. August 2019

## Premierenbesetzung
| Rolle          | Hamburg (2007)          | Wien (2010)           | Stuttgart (2010)    | Oberhausen (2012)   | Berlin (2015)  | Tournee (2015)  | Hamburg (2017) | Thun (2019)        |
| -------------- | ----------------------- | --------------------- | ------------------- | ------------------- | -------------- | --------------- | -------------- | ------------------ |
| Lisa Wartberg  | Kerstin Marie Mäkelburg | Ann Mandrella         | Sabine Mayer        | Charlotte Heinke    | Sarah Schütz   | Sarah Schütz    | Sarah Schütz   | Kerstin Ibald      |
| Axel Staudach  | Jerry Marwig            | Andreas Lichtenberger | Karim Khawatmi      | Karim Khawatmi      | Karim Khawatmi | Karim Khawatmi  | Karim Khawatmi | Patrick Imhof      |
| Fred Hofmann   | Veit Schäfermeier       | Andreas Bieber        | Uli Scherbel        | Uli Scherbel        | Andreas Bieber | Andreas Bieber  | Uli Scherbel   | Nils Klitsch       |
| Costa Anonidis | Ronny Rindler           | Gianni Meurer         | Marco Billep        | Vladimir Korneev    | Gianni Meurer  | Gianni Meurer   | Gianni Meurer  | Steven Armin Novak |
| Otto Staudach  | Horst Schultheis        | Peter Fröhlich        | Ernst Wilhelm Lenik | Ernst Wilhelm Lenik | Peter Kock     | Gunter Sonneson | Peter Kock     | Hans B. Goetzfried |
| Maria Wartberg | Ingeborg Krabbe         | Hertha Schell         | Regina Venus        | Gisela Kraft        | Dagmar Biener  | Ellen Kessler   | Dagmar Biener  | Sabine Martin      |
| Florian        | Jannik Schümann         |                       | Marco Rombold       |                     |                |                 |                | Jeremy Birchmeier  |
| Kapitän        |                         | André Bauer           |                     |                     |                | Kai Peterson    |                |                    |

## Tonträger
- Ich war noch niemals in New York – Deutsche Originalaufnahme, 2008
- Ich war noch niemals in New York – Wiener Fassung, 2010

## Verfilmung
Im April 2018 wurde bekannt, dass ein Film auf Basis des Musicals entstehen soll. Im Film wurden im Vergleich zur Bühnenvorlage zahlreiche Änderungen umgesetzt. So wurden die Handlung und die Figuren stark verändert. Bei den Liedern wurde nicht nur die Reihenfolge verändert, sondern sie wurden auch gekürzt, teilweise durch Sprechpassagen unterbrochen, mit anderen Texten versehen und in ihren Arrangements verändert. 
Außerdem wurden zahlreiche Titel weggelassen. Die fehlenden Lieder sind Buenos Dias Argentina, Alles im Griff auf dem sinkenden Schiff, Wie könnt’ ich von dir gehen, Schöne Grüße aus der Hölle, Vater und Sohn, Ein ehrenwertes Haus und Was wichtig ist.